# Mekarpawitan
Mekarpawitan is een bestuurslaag in het regentschap Bandung van de provincie West-Java, Indonesië. Mekarpawitan telt 8377 inwoners (volkstelling 2010).